# Hiram Mutschler
Hiram Mutschler (* 7. April 1953 in Freiburg im Breisgau) ist ein deutscher Schlagzeuger des Modern Jazz.

## Leben und Wirken
Mutschler lernte zunächst ab dem zehnten Lebensjahr Akkordeon und wechselte mit vierzehn Jahren zum Schlagzeug. Zunächst spielte er zwischen 1967 und 1972 mit Amateur-Rockbands, ab 1973 in Fusionbands. Nach einem Jazzkurs bei Heinrich Hock und weiterem Unterricht bei Peter Giger und Joe Nay absolvierte er 1978/79 eine Ausbildung zum Musikschullehrer an der Akademie Trossingen. Er gehörte Anfang der 1980er Jahre zum Musik-Ensemble des Freiburger Theaters, um dann mit Wolfgang Engstfeld, Charlie Mariano, Jasper van’t Hof und Bob Mover zu arbeiten. Zwischen 1983 und 1986 wirkte er von Kopenhagen aus, unter anderem mit Bent Jædig und Doug Raney. Anschließend arbeitete er in Frankreich mit Louis Sclavis und mit Biréli Lagrène. Mit Horace Parlan ging er mehrfach international auf Tournee. In den 1990er Jahren trat er mit dem John Stowell Trio auf, außerdem mit Charles Davis, John Abercrombie und dem Projekt „Motown Goes Jazz“. Er war an Einspielungen von Jörg Niessner, John Stowell, Horace Parlan und dem deutsch-französischen Ensemble „Open Drive“ beteiligt. Seit 2001 ist er Schlagzeuger der Band Boogie Connection.

## Diskografische Hinweise
- Open Drive: Alligator (mit Françoise Kubler, Armand Angster, Jean-Pierre Herzog, Wilfried Kirner, Joe Koinzer, 1983)
- Rainer Pusch Meets Horace Parlan
- Thomas Scheytt Inner Voices (2002)
- John Stowell Trio, Somewhere, (1995)
- JC Kaufmann, Okna Live, (1994)
- Jasmine Zadek, Chansons, (2005)
- Boogie Connection: Bright Lights, (2005)
- Phils Boogaloo: Retro Live Grooves, (2010)
- Roland Franz: Middle Jazz Combo Live in Pfastatt (2010)

## Lexigraphische Einträge
- Martin Kunzler: Jazz-Lexikon. Band 2: M–Z (= rororo-Sachbuch. Bd. 16513). 2. Auflage. Rowohlt, Reinbek bei Hamburg 2004, ISBN 3-499-16513-9.